# 小英雄雨来
《小英雄雨来》是管桦创作的中文中篇小说。于1948年在《人民日报》发表，1949年后被中华人民共和国教育部编入了全国中、小学语文教科书。

## 概要
讲述了雨来在晋察冀边区的生活

## 主要人物
- 雨来
- 铁头
- 三钻儿
- 李大叔

## 各章标题
1. 小英雄雨来
2. 上学
3. 妈妈同志
4. 不要让汽灯灭了
5. 奔儿头进托儿所
6. 暴风雨之夜
7. 故乡
8. 一幅画
9. 山村夜景